# Magyar művelődéstörténet
A Magyar művelődéstörténet egy a 20. század első felében megjelent, nagy terjedelmű, magyar nyelvű történettudományi mű volt.

## Kiadásának története
A Magyar művelődéstörténet egyike volt a Horthy-korszak legnagyobb irodalmi munkálatainak. Ugyan 1915-ben már elindult hasonló címmel egy 2 kötetes sorozat Erdélyi László Gyula történész-bencés szerzetes tollából. Az 1930-as években indult az új, nagyobb vállalkozás egy több kötetes magyar művelődéstörténet megírására. Közel 70 szerzőt, köztük a korszak több jelentős szaktudását sikerült megnyerni a nagy vállalkozásnak, amely egyetemes igényességgel próbálta feldolgozni a magyar kultúra történetét a kezdetektől a korszakig. A szerkesztési munkálatokat Domanovszky Sándor (1877–1955), Balanyi György (1886–1963), Szentpétery Imre (1878–1950), Mályusz Elemér (1898–1989), és Varjú Elemér (1873–1945) történészek vezették. A sorozat végül 5 kötetben látott napvilágot 1939 és 1942 között a Magyar Történelmi Társulat gondozásában. Teljes terjedelme 3312 nyomtatott oldal.
Domanovszky Sándor így fogalmazta meg a mű célját az Előszóban:
„Éppen a művelődési tényezők kutatása nálunk, akik eléggé el voltunk zárva a külföld szellemi mozgalmaitól, kissé későn indult meg. A nagy összefoglalásra egy író szűrőjén át nincsenek még meg a kellő előmunkálatok. Az adatgyűjtés a kezdet kezdetén van, jó részlettanulmányokban még igen szegények vagyunk. Pedig épp a művelődéstörténelemben az általános kép kialakításához sokkal kiterjedtebb és fáradságosabb anyaggyüjtésre van szükség. Nemcsak történeti kultúránk elmélyítésének és minél szélesebb körben elterjesztésének van azonban szüksége a szintézisre, hanem magának a művelődéstörténeti kutatásnak is. [...] Ezek a meggondolások vezették Társulatunkat arra a gondolatra, hogy a szakemberek egész sorának bevonásával oldja meg a föladatot. Így elkülönített részletkutatási terén mindenki megkísérelhette a maga szűkebb föladatának megoldását és megvolt a remény, hogy a szerkesztőbizottság gondos munkájával kiküszöbölhetők legalább azok a kirívóbb visszásságok, amelyek az ilyen társas összműködésből természetszerűen adódnak. Mert az egyes írónak megvan a saját meggyőződése, amelyet esetleg nem hajlandó azért föladni, mert egy más részletkérdés feldolgozójának meggyőződése bizonyos pontban az övével összeütközésbe jut. [...] Legyen ez a munka alap az új kutatásokra, eszköz a művelődéstörténeti tudás közkinccsé tételére, hogy az utánunk következők a közönség megnyilvánuló kivánságára mentől hamarabb tökéletesebb munkával tudják pótolni a mienket. Addig is megérdemli az első komoly kisérlet, hogy hiányaival szemben elnézéssel legyenek.”

## Kialakítása
A sorozat bizonyos szempontból hasonlított a korszak többi nagy vállalkozásához (Magyarország Vereckétől napjainkig, Egyetemes történet, Magyar történet, Magyar föld, magyar faj), és egyfajta díszmű funkciót is betöltött. A vaskos kötetek ennek köszönhetően aranyozott barna félbőr kötésben kerülhettek az olvasók polcaira. A belsőre is odafigyeltek a kiadók: minden kötet körülbelül 500 fekete-fehér szövegképet, és néhány színes mellékletet kapott. Az illusztrációk-mellékletek teljes száma 2704.

## Új kiadás
A sorozat évtizedeken át egyedülálló szintézisnek számított méretével. Csak megjelenése után 60 évvel, 2000-ben készült Kósa László szerkesztésével az újabb Magyar művelődéstörténet, ennek terjedelme azonban jóval kevesebb, 569 oldal (Osiris Kiadó, Budapest).
Magát a Domanovszky-féle Művelődéstörténetet 1991-ben a Babits Magyar-Amerikai Kiadó Rt. fakszimile kiadásban ismét megjelentette (Szekszárd, ISBN 963-7805-97-4). Digitálisan a Magyar Elektronikus Könyvtár tette hozzáférhetővé.

## Munkatársak
A kötet összeállításában a következő személyek vettek részt:
- Alszeghy Zsolt
- Bakács István János
- Balanyi György
- Balanyi György
- Balassa Brúnó
- Balogh János
- Balogh Jolán
- Bárányné Oberschall Magda
- Bartha Dénes
- Berlász Jenő
- Bierbauer Virgil
- Csapodi Csaba
- Császár Elemér
- Csóka J. Lajos
- Deér József
- Domanovszky György
- Domanovszky Sándor
- Elekes Lajos
- Ember Győző
- Eperjessy Kálmán
- Farkas Gyula
- Fekete Nagy Antal
- Gárdonyi Albert
- Gyalókay Jenő
- Hajdu János
- Hajnal István
- Haraszti Emil
- Héjja Pál
- Hermann Egyed
- Horváth Henrik
- Höllrigl József
- Ifj. Szentpéteri Imre
- Istványi Géza
- Ivánka Endre
- Juhász Lajos
- Kampis Antal
- Kardos Tibor
- Kniezsa István
- Korbuly György
- Kring Miklós
- Lederer Emma
- Lukinich Imre
- Lyka Károly
- M. Császár Edit
- Mályusz Elemér
- Markó Árpád
- Mátrai László
- Melly József
- Mendöl Tibor
- Miskolczy Gyula
- Párdányi Miklós
- Paulinyi Oszkár
- Petrovics Elek
- Pigler Andor
- Prahács Margit
- Ravasz László
- Révész Imre
- Sinkovics István
- Szabó Gusztáv
- Szabó István
- Szilágyi Lóránd
- Tóth László
- Trócsányi Zoltán
- Undi Mária
- Ungár László
- Vácz Elemér
- Váczy Péter
- Varjú Elemér
- Welmann Imre

## Kötetbeosztása
Az egyes kötetek a következők voltak:
| Kötetszám | Kötetcím                         | Főbb részek | Oldalszám | Illusztrációszám |
| --------- | -------------------------------- | --- | --------- | ---------------- |
| I.        | Ősműveltség és középkori kultúra | A magyarság a nomád kultúrközösségben – A magyarság a román és gót stílus korában – A megtelepedett magyarság népi akarata – Társadalmunk az Árpádok és Anjouk korában – A megtelepülés formái – A gazdasági élet – A hadakozó nép – A magyarság magánélete – A magyar viselet a középkorban – Egészségápolás – Vallásos élet – iskolák – Irodalmunk kezdetei – Régi magyar művészet – A kézművesség első nyomai – A magyar zenetörténet első fejezete | 636       | 524              |
| II.       | Magyar renaissance               | A magyar állam a középkor végén – Társadalmi viszonyok – A magyarság és a nemzetiségek Mohács előtt – A település képe – Mezőgazdasági viszonyok – Ipar, kereskedelem – A hadviselés átalakulása – Királyi és főúri udvar – Nemesi és polgári életforma – A jobbágyság élete – Egészségügyi állapotok – Papok és hívek – Iskolázás és népművelés – A humanista irodalom – A magyar viselet a középkor végén – A késő-gótikus és a renaissance-kor művészete – A kézműipar új formái – A renaissance-kor zenéje                                                                      | 670       | 574              |
| III.      | A kereszténység védőbástyája     | A három részre szakított ország – Pusztuló magyarság – A három országrész társadalma – A települési rend bomlása – A mezőgazdaság állapota – Ipar és kereskedelem – Végvár és csatatér – Két udvar, két főnemesség – Nemes és polgár a török időkben – A megnehezedett jobbágysors – Magyar és törökös viseletformák a XVI-XVII. században – Az egészségügy – Reformáció és ellenreformáció – Iskolai művelődés – Vallásos és hősi irodalom – A késő-renaissance és a kora-barokk művészet – Magyar iparművészet a hódoltság korában – Magyar zenekultúra a török hódoltság korában | 658       | 575              |
| IV.       | Barokk és felvilágosodás         | Barokk és felvilágosodás – A nemzetiségek térnyerése és a magyarság – A barokk rendi társadalom – Az új települési rend – Mezőgazdasági fejlődés – Iparunk és kereskedelmünk a merkantilizmus korában – Insurrectio és állandó hadsereg – Az udvari ember – A vármegye és a város társadalma – A falu élete – Úri- és népviselet a barokk korban – Az állami egészségvédelem felé – A vallásos ember a barokk korban – A ratio educationis korszaka – A könyv és olvasója – A barokk művészet – Az iparművészet irányváltásai – A barokk zene                                       | 658       | 501              |
| V.        | Az Új Magyarország               | A modern államszervezés kora – A mai kultúrtáj – Nép, nemzet, nemzetiség – Az osztálytársadalom – Kapitalisztikus gazdálkodás – Új életformák – A vallásos szellem – A világnézet – Felsőbb oktatásügy és tömegnevelés – Író és olvasó a XIX. században – A szellemi tudományok – A természet és a technika tudománya – Az emberi egészség tudománya és védelme – A modern festészet kialakulása – A szobrászat – Az építészet – Az otthon művészete – Az alakító művészet – Zene és zenekultúra                                                                                    | 684       | 534              |